# Jan Steen
Jan Havickszoon Steen (Leiden,  1626 – aldaar, begraven 3 februari 1679) was een Hollands kunstschilder uit de zeventiende eeuw, de tijd van de Noord-Nederlandse barokke schilderkunst. Zijn werk is wereldberoemd vanwege zijn humorvolle en ironische kijk op het leven. De meeste bekendheid geniet hij om zijn vermakelijke schilderijen van een rommelig en wild huishouden, kroegtaferelen en kwakzalvers die met medicijnen liefdesverdriet proberen te verhelpen. Op zijn repertoire staan echter ook serieuze historiestukken, andere genretaferelen en enkele portretten. De Nederlandse uitdrukkingen 'een huishouden van Jan Steen' en 'leven in de brouwerij brengen' zijn aan zijn werk ontleend.  

## Biografie
Jan Steens voorouders van vaders kant woonden al in Leiden vóór het beleg van 1574. Ze behoorden tot de gegoede burgerij. Hij was de zoon van Havick Steen, een koopman in graan en brouwer, en Elisabeth Capiteyn. Zij waren in 1625 als katholieken voor de schepen getrouwd en zijn naar alle waarschijnlijkheid pas daarna in een schuilkerk gehuwd. Jan was hun oudste kind en werd, zoals toen gebruikelijk was, vernoemd naar zijn grootvader van vaders kant. Van een broer en zes zusters zijn de namen bekend gebleven. Zijn ouders kregen nog enkele kinderen, maar die stierven jong. Van hen zijn de namen niet bekend, omdat in Leiden de rooms-katholieke doopregisters uit die periode verloren zijn gegaan. Om die reden is de geboortedag van Jan Steen evenmin bekend. 
Net als zijn nog beroemdere tijdgenoot Rembrandt van Rijn bezocht Steen de Latijnse school in Leiden. In 1646 schreef hij zich in bij de Universiteit van Leiden, maar dat had waarschijnlijk meer met de privileges, zoals vrijstelling van schutterijdienst en van heffing op accijnzen voor wijn en bier, te maken dan met serieuze carrièreplannen. Hij stond ingeschreven als student letteren, maar maakte de studie niet af. Uit november 1646 dateert de enige vermelding over zijn leeftijd. Hij meldt dan twintig jaar oud te zijn. Aangezien zijn ouders in november 1625 trouwden, is het aannemelijk dat hij het jaar daarop geboren werd.
Een oom van Steen was de oudste broer van de schilder Jan Lievens die regelmatig bij Steen thuis op bezoek kwam. Er zijn geen documenten overgeleverd waaruit is op te maken bij wie Steen het schildersvak geleerd heeft. Volgens de biograaf Arnold Houbraken (1660–1719) zou hij les hebben gekregen van de landschapschilder Jan van Goyen, met wiens dochter hij op 3 oktober 1649 trouwde. De biograaf Jacob Campo Weyerman (1677–1747) stelt dat hij daarvoor in de leer is geweest bij Nicolaus Knüpfer, een Duitse schilder van historische en figuratieve taferelen. Invloeden van Knüpfer kunnen worden gevonden in Steens gebruik van compositie en kleur. Daarna zou hij volgens Weyerman les hebben gehad van Adriaen van Ostade, een schilder van het boerenleven, die in Haarlem woonde. Beide biografen zouden hun informatie gekregen hebben van Carel de Moor (1655–1738), een schilder die bevriend was met Steen. 

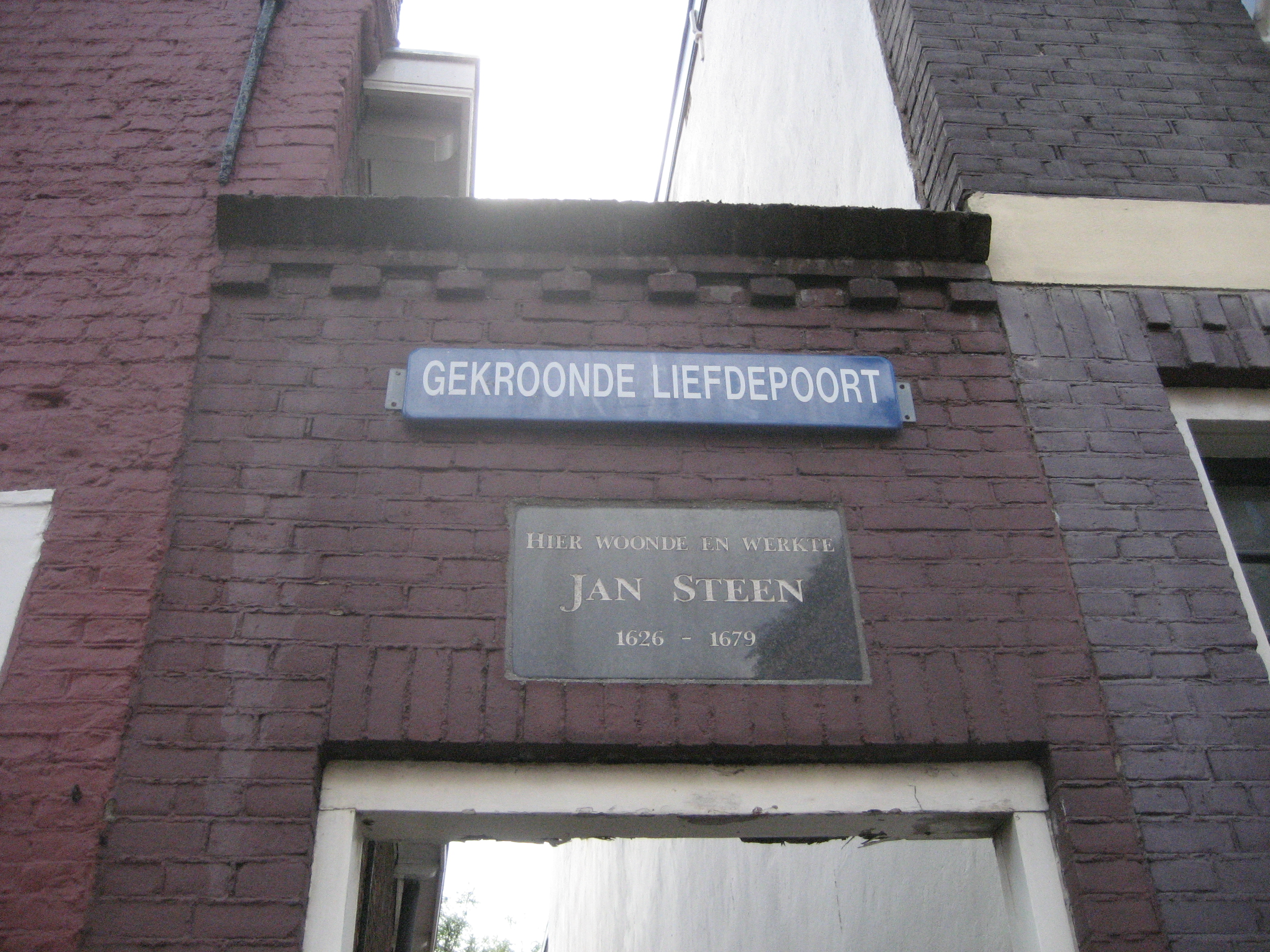
Gekroonde Liefdepoort in Leiden, waar Steen de laatste tien jaar van zijn leven woonde

Steen woonde in 1649 in Den Haag, want in november van dat jaar werden drie van zijn lijsten door het Haagse timmermansgilde in beslag genomen. Op 6 februari 1651 werd zijn oudste kind, zoon Thaddeus, in Den Haag gedoopt, twee jaar later volgde zijn dochter Eva. In 1654 verhuisde hij naar Delft. Hij huurde er per 1 november dat jaar brouwerij 'De Slang', ook bekend als 'De Roskam'. Hij huurde de zaak voor zes jaar, maar had het recht het huurcontract al na drie jaar op te zeggen. De zaak floreerde niet. In juli 1657 had hij de hulp nodig van een andere brouwer die borg voor hem moest staan. Uit een document blijkt dat hij zich vier maanden voordat de eerste drie jaar voorbij waren al 'gewesen brouwer' noemde. Tot in elk geval 1667 zou hij in Delft schulden afbetalen. 
Van 1656/1657 tot 1660 woonde hij in Warmond en van 1660 tot 1670 in Haarlem, waar hij zijn meest productieve periode beleefde. In 1669 was zijn financiële situatie verbeterd, maar in het voorjaar stierf zijn vrouw. Later dat jaar stierf zijn moeder. Een jaar later stierf zijn vader en verhuisde Steen terug naar Leiden, waar hij de rest van zijn leven zou wonen in het huis dat hij van zijn ouders erfde. 
In 1671 werd hij gekozen tot hoofd van het kunstenaarsgilde. In 1672 opende Steen een taveerne 'De Vrede'. Op 22 april 1673 hertrouwde hij met Maria van Egmond. Hij had toen zes kinderen uit zijn eerste huwelijk. Ook Maria was eerder getrouwd geweest en had twee kinderen. Met haar kreeg hij in 1674 een zoon. Zijn schulden liepen in deze periode weer op, nadat de kunstmarkt verslapte als gevolg van het Rampjaar. In 1674 werd hij opnieuw gekozen tot hoofd van het Sint-Lucasgilde. In deze tijd had de schilder vaak gezelschap van Frans van Mieris (I), en volgens Arnold Houbraken en Jacob Campo Weyerman werd die tijd voor een groot deel drinkend doorgebracht. 
Steen stierf begin 1679 en werd op 3 februari dat jaar bijgezet in het familiegraf in de Pieterskerk in Leiden. Zijn dochter Catherina trouwde met de zeeschilder Jan Porcellis. Twee zonen van hem werden ook schilder.

## Werk
De schilderstijl van Steen behoort tot de barok. Het dagelijks leven was Steens belangrijkste onderwerp. Veel van de taferelen waren levendig, zelfs chaotisch en wellustig. Dergelijke taferelen waren zo kenmerkend, dat 'een huishouden van Jan Steen' een veelgebruikt Nederlands gezegde is geworden.
Subtiele hints en vele symbolen in zijn schilderijen maken aannemelijk dat Steen de kijker niet zozeer wilde uitnodigen om het getoonde na te bootsen, als wel wilde vermanen. Veel van Steens schilderijen refereren aan oude Nederlandse spreekwoorden of literatuur. Familie van de schilder fungeerde vaak als model. Steen schilderde een aantal zelfportretten. Deze doeken geven geen blijk van al te veel ijdelheid. Op de taferelen ziet men geregeld een klein hondje opduiken, het betreft hier een oud Nederlands hondenras: het kooikerhondje.
Steen heeft zich met veel thema's ingelaten: hij schilderde historische, mythologische en religieuze scènes, portretten, stillevens en natuurtaferelen. Zijn afbeeldingen van kinderen worden geroemd, evenals zijn beheersing van licht en aandacht voor detail, met name in textiel. Steen maakte zo'n 400 schilderijen.
Ook de tijdgenoten van Steen waardeerden zijn werk, met als gevolg dat hij redelijk goed betaald kreeg. Hij had geen leerlingen, maar zijn werk zou voor veel van zijn collega's een bron van inspiratie worden.
Opvallende waardering voor zijn werk had de Duitse dichter Heinrich Heine (1797–1856) die Jan Steen en zijn werk een grote rol liet spelen in het verhaal Aus den Memoiren des Herren Schnabelewopski (1831). In dit verhaal woont een uit Polen afkomstige student theologie in het huis in Leiden waar Steen tien jaar woonde.

## Buste

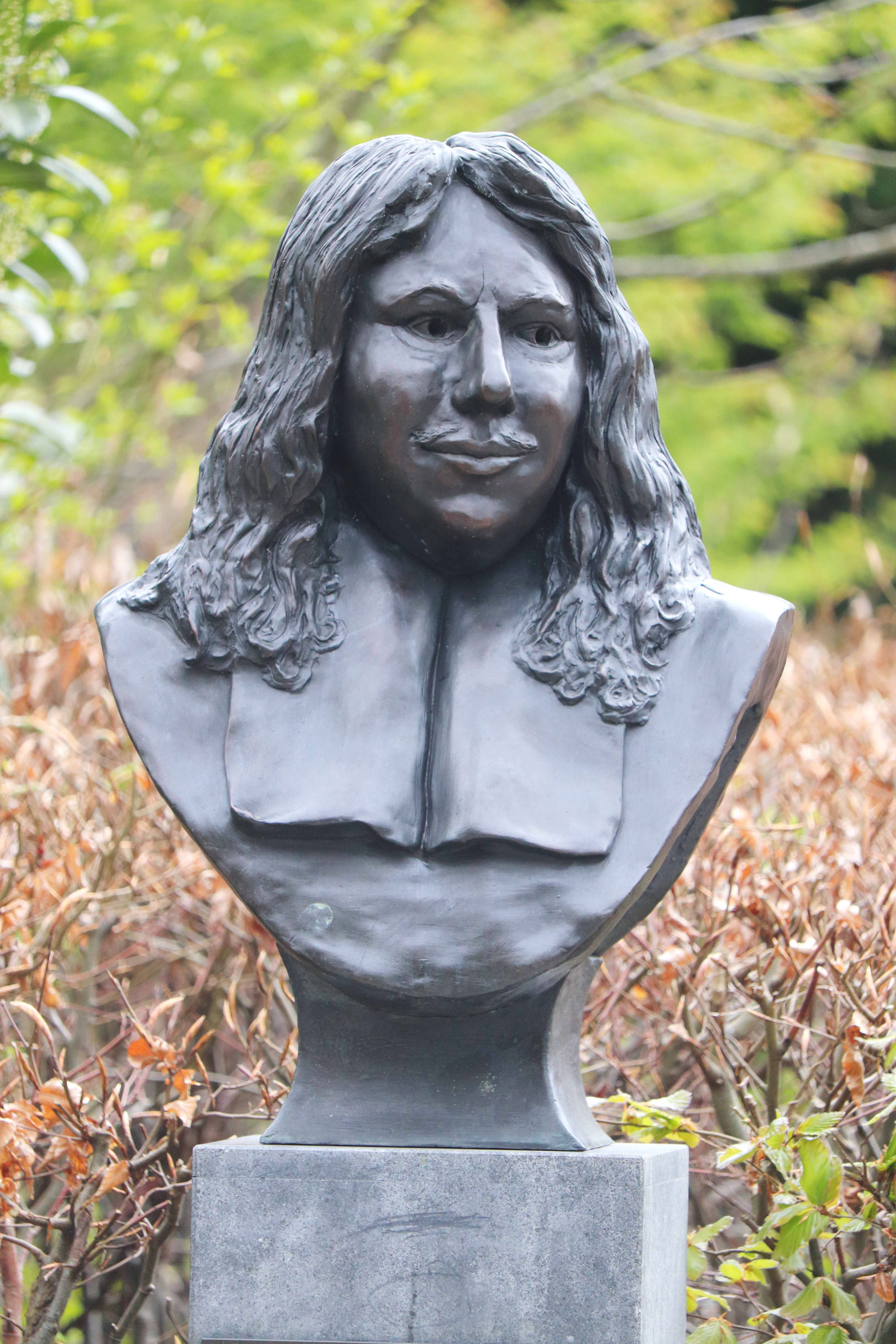
Buste in Warmond

Op 1 november 2008 is een bronzen buste van hem onthuld tegenover de Jan Steenlaan 36 in Warmond, het huis waar de schilder bijna vijf jaar heeft gewoond. Het is gemaakt door Leidse beeldhouwer Jeroen Spijker.

## Galerij

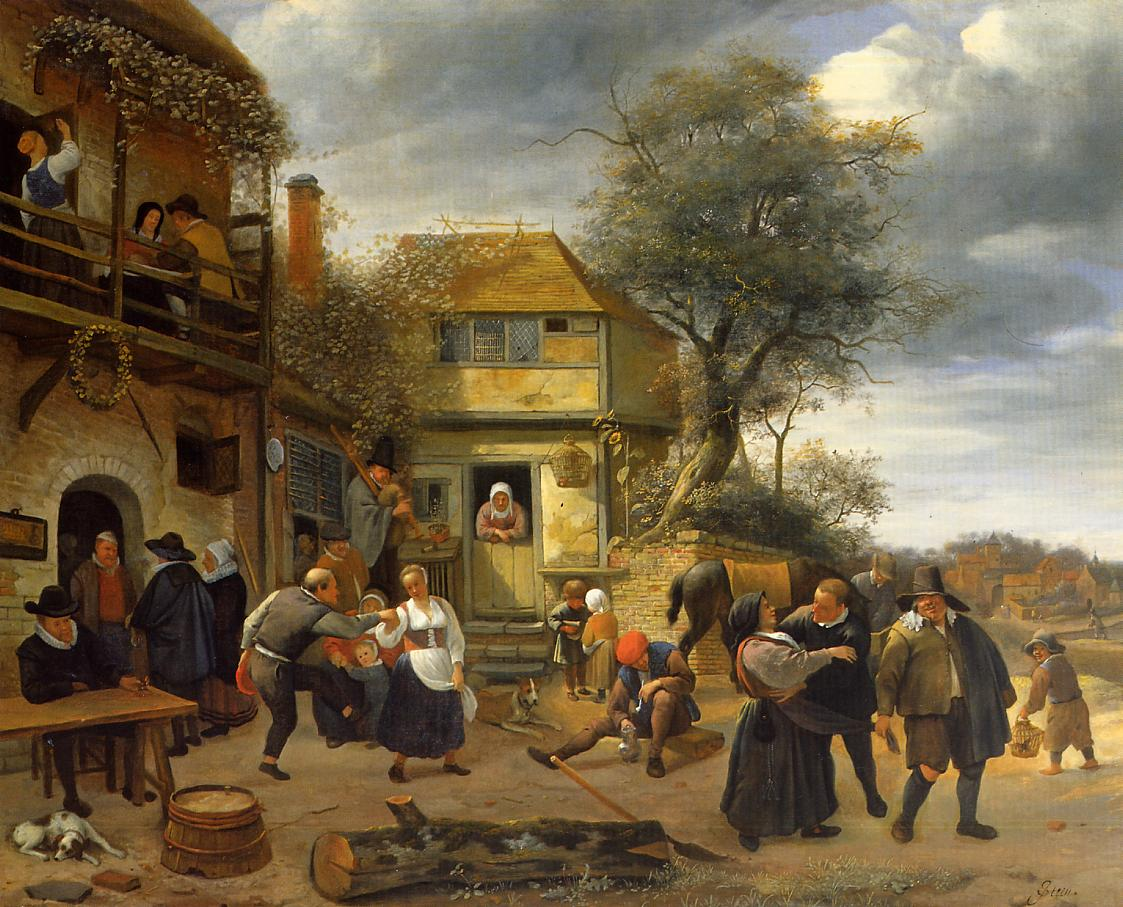
Dansende boeren voor een herberg, 1653, Mauritshuis, Den Haag
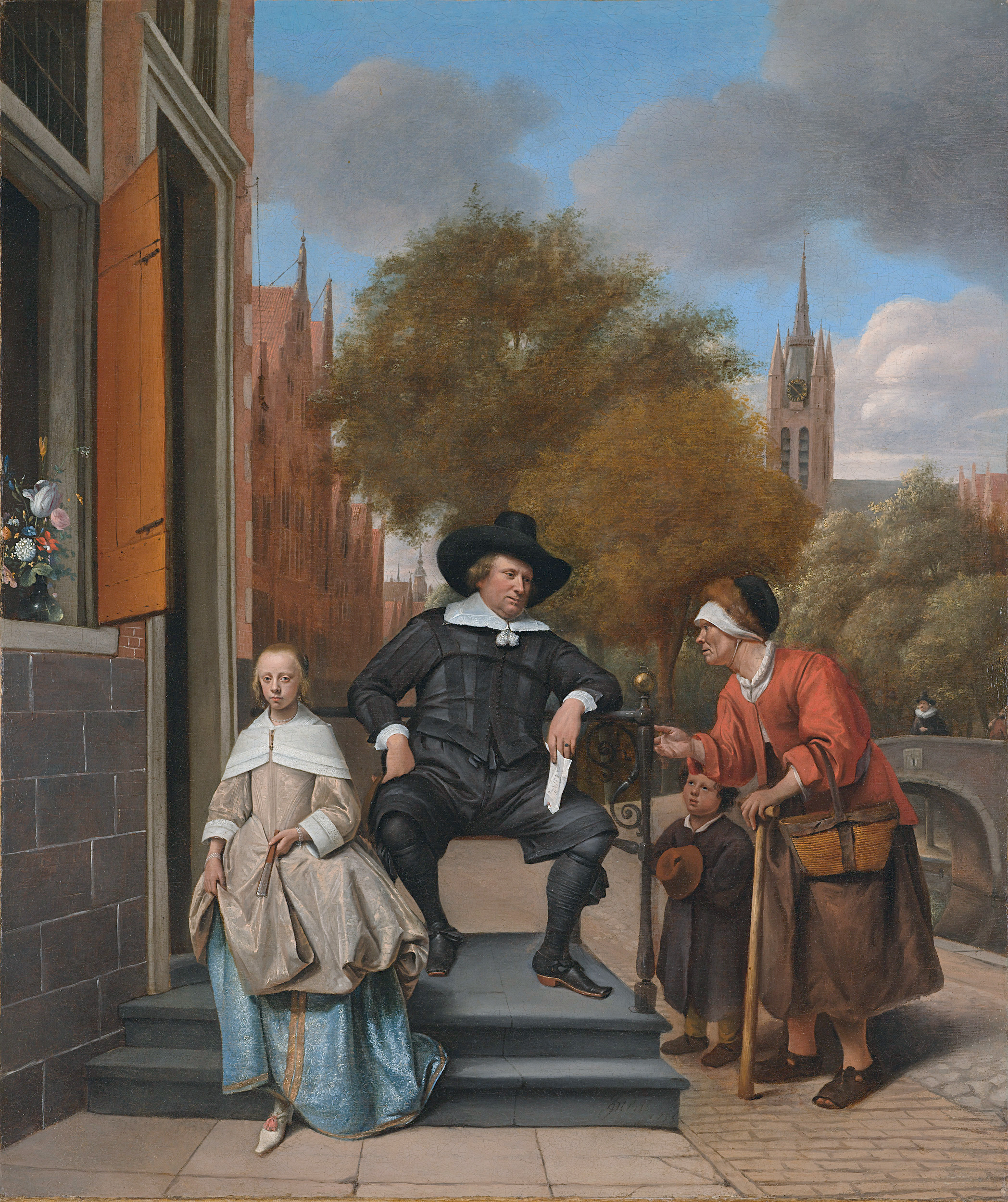
Adolf en Catharina Croeser aan de Oude Delft, 1655, Rijksmuseum, Amsterdam
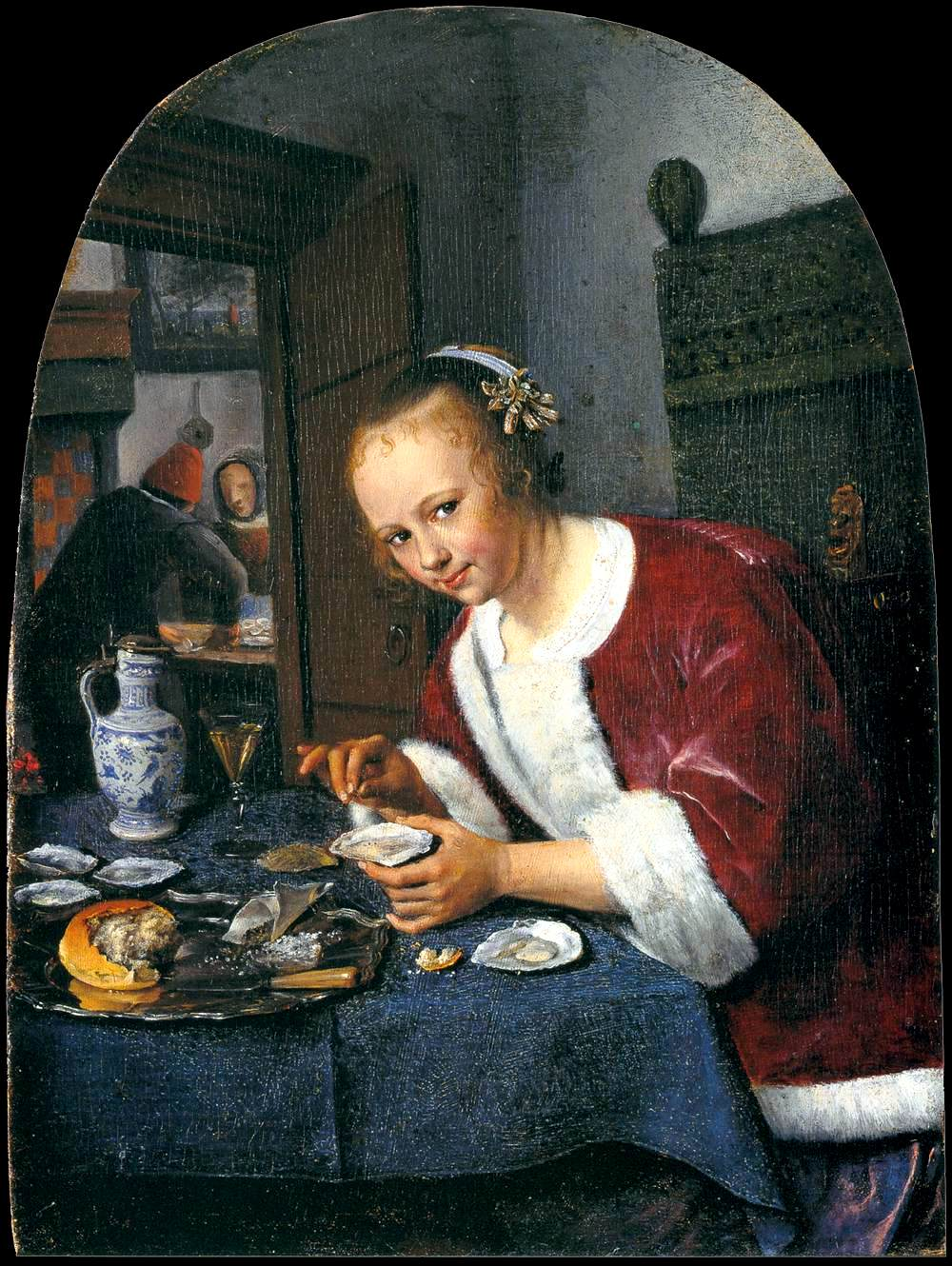
Het oestereetstertje, 1658–60, Mauritshuis, Den Haag
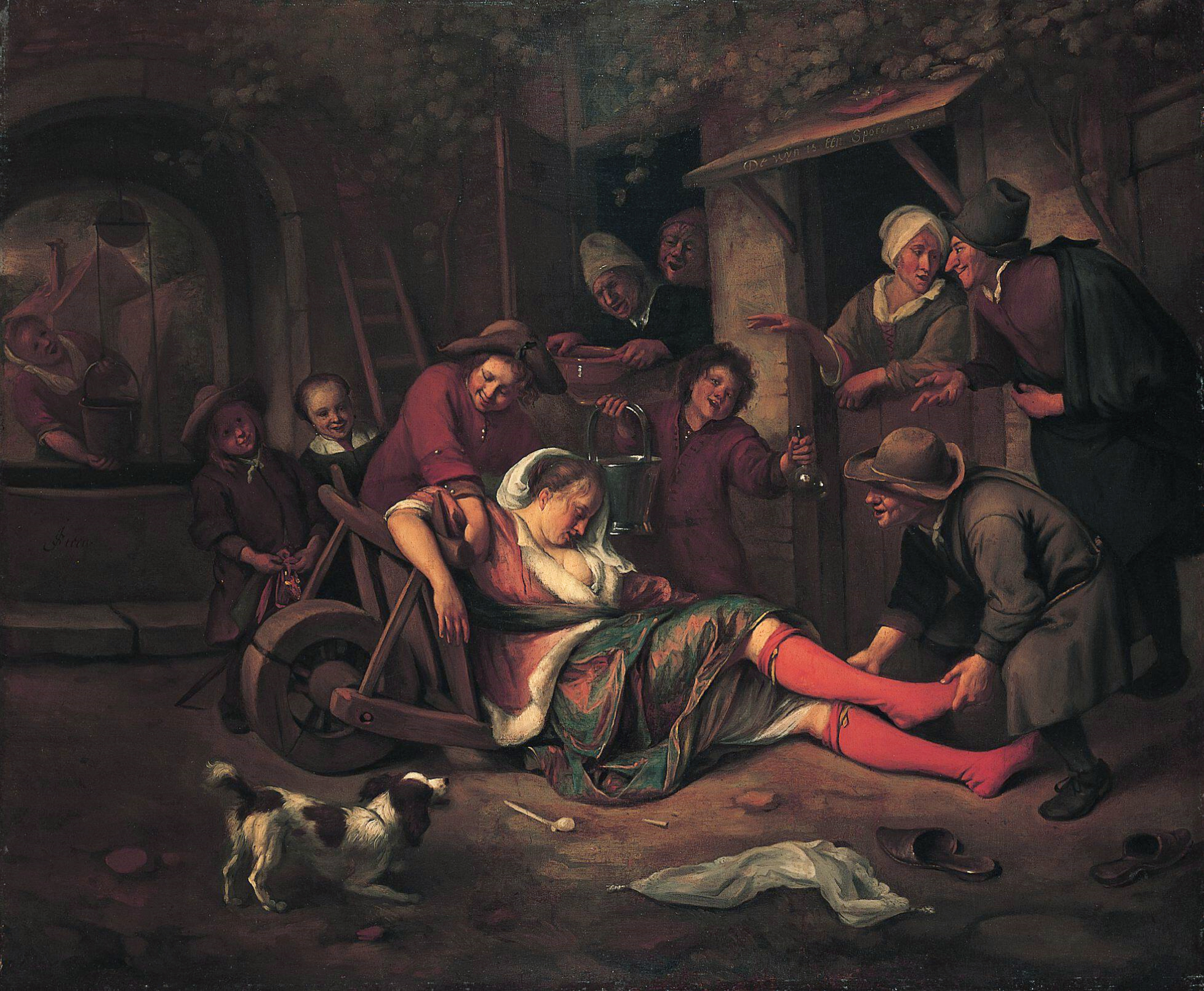
De wijn is een spotter, 1663–1664, Norton Simon Museum, Pasadena CA
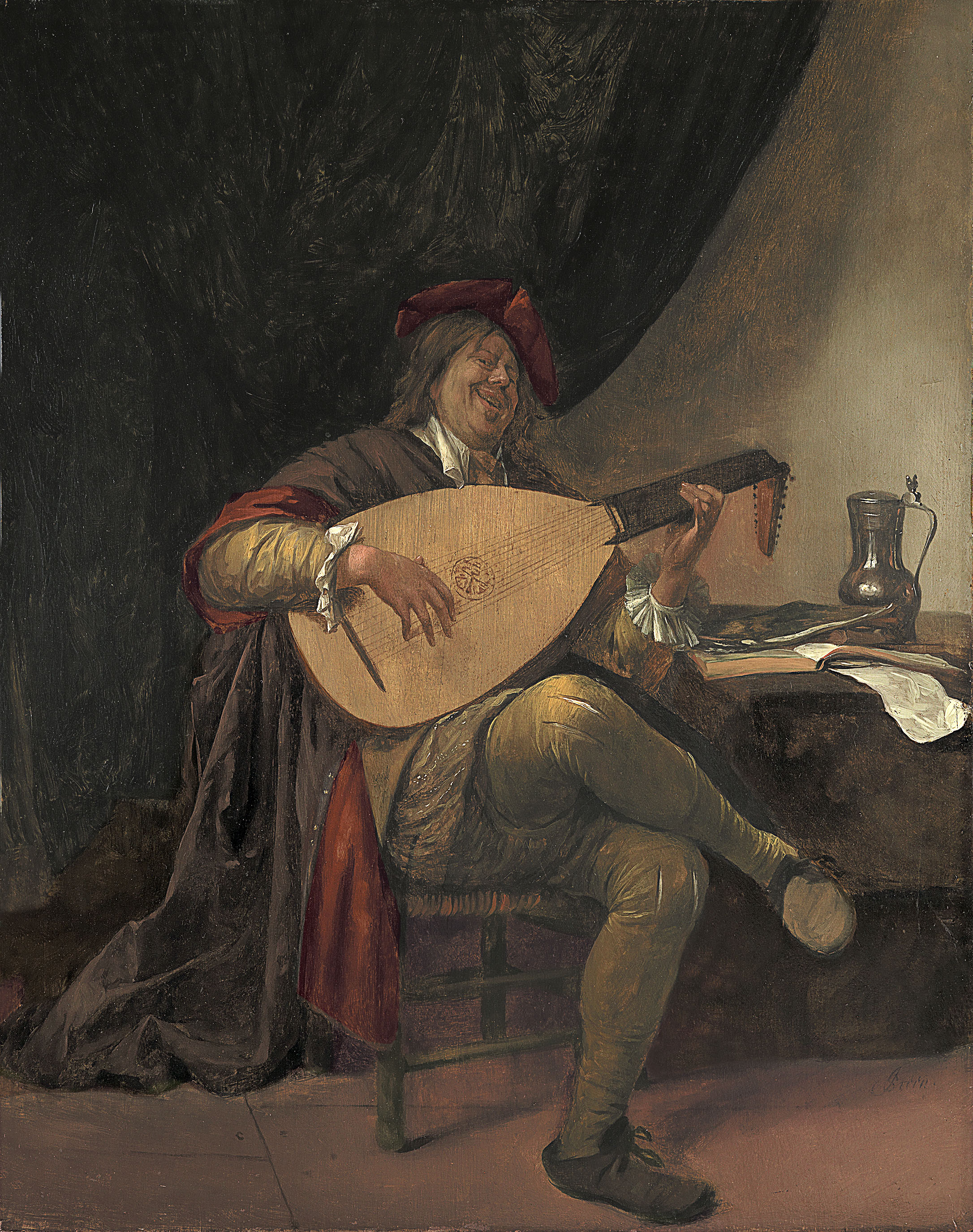
Zelfportret als luitspeler, 1663–65, Museo Thyssen-Bornemisza, Madrid
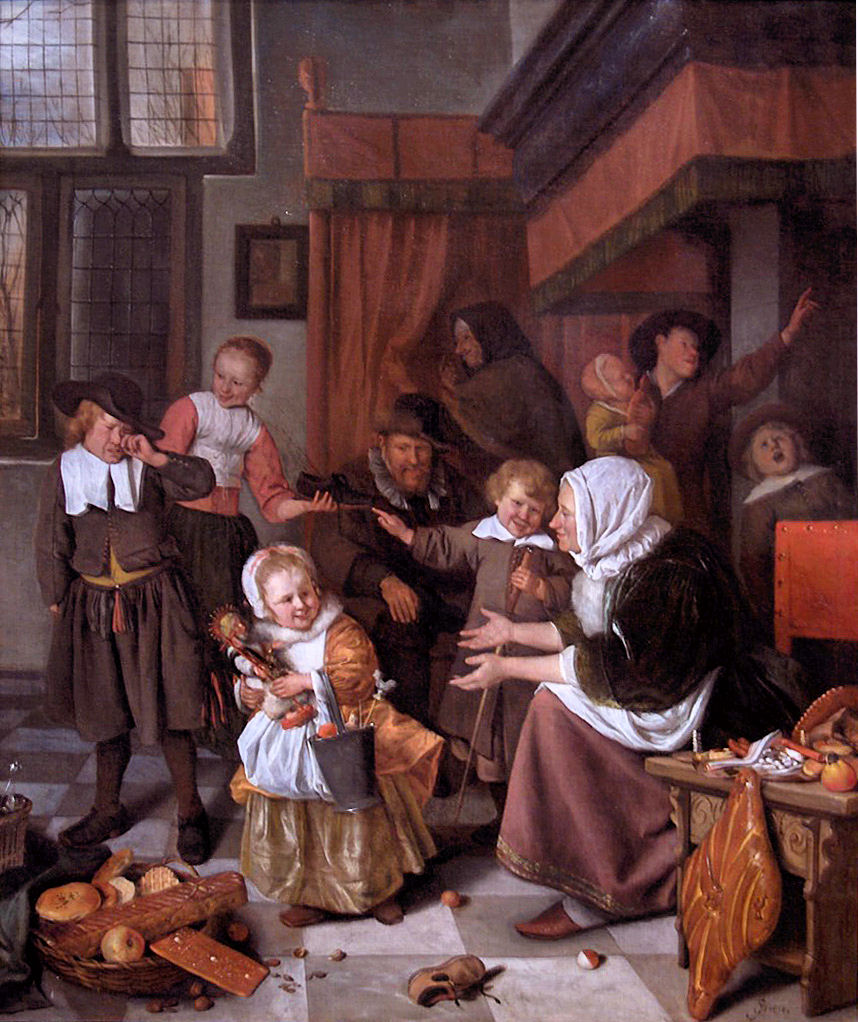
Het Sint-Nicolaasfeest, 1663–65, Rijksmuseum, Amsterdam
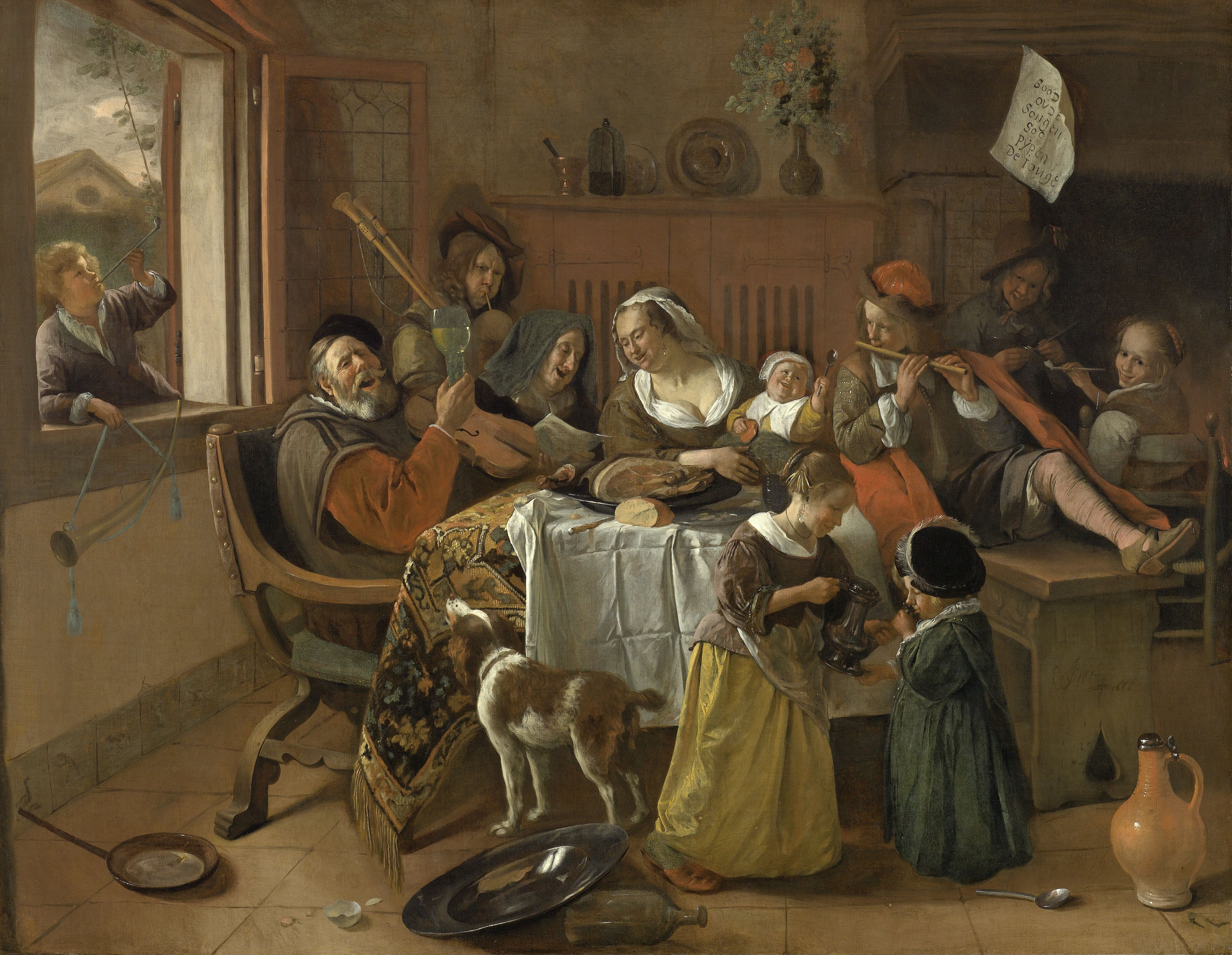
Het vrolijke huisgezin, 1668, Rijksmuseum, Amsterdam
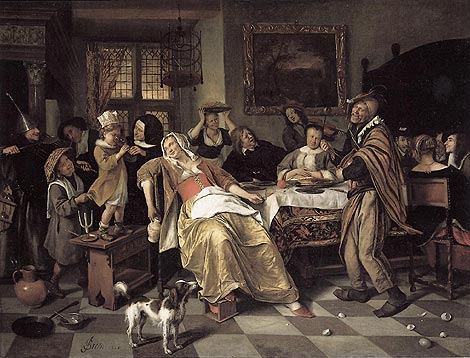
Het Driekoningenfeest, 1668, Museumslandschaft Hessen Kassel
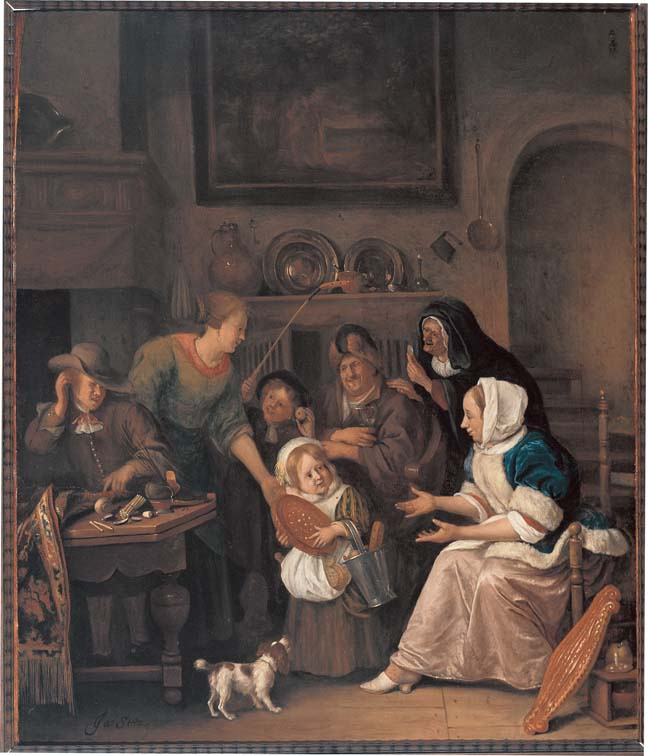
Jan Steen schilderde de Sinterklaasavond twee maal. De bekendste voor een katholiek opdrachtgever: het meisje met pop in de vorm van een heilige (Rijksmuseum). In deze latere versie krijgt het meisje een ronde koek, 1670–75, (Museum Catharijneconvent)
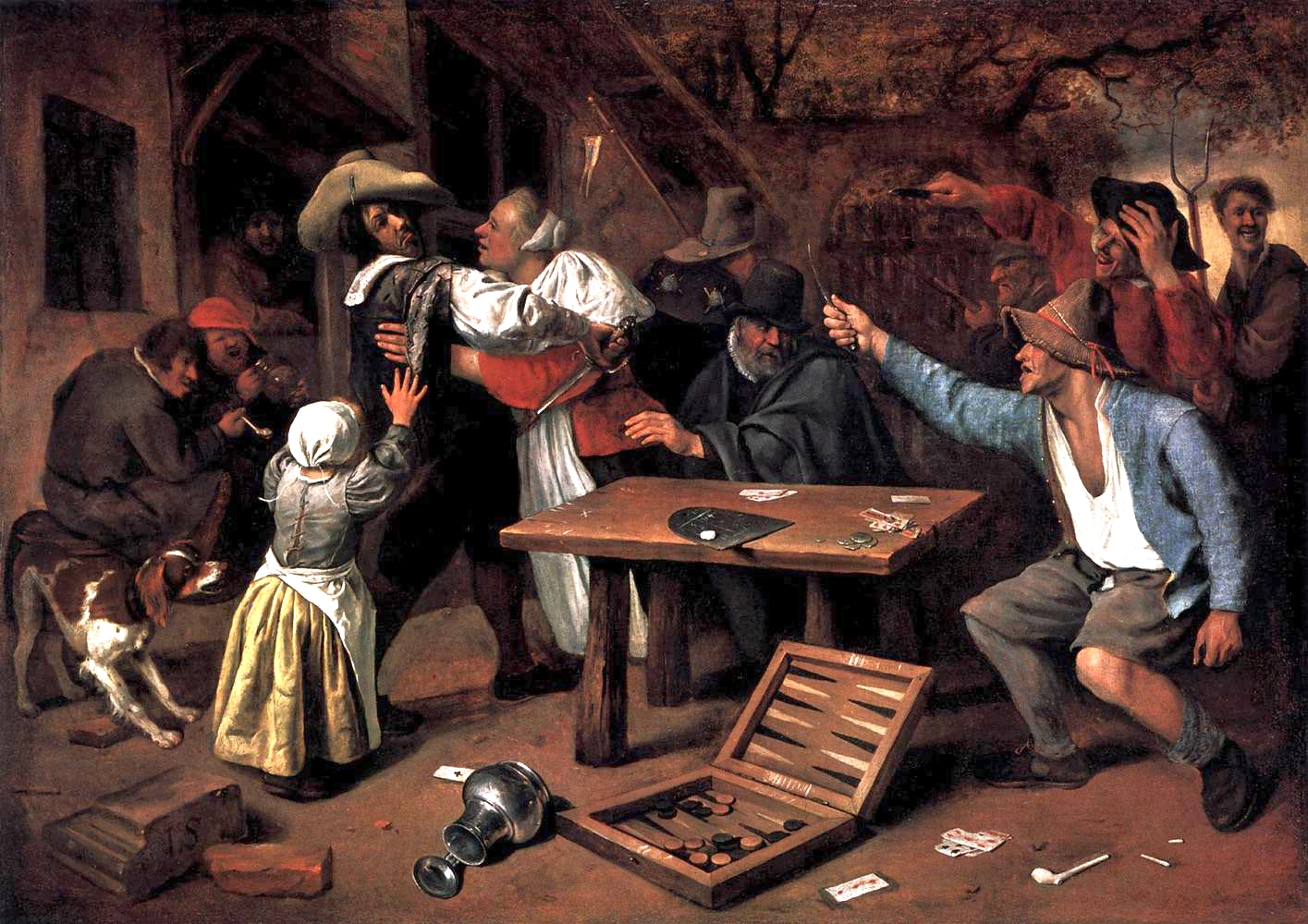
Gokkers maken ruzie, Jan Steen kijkt rechtsboven lachend toe

## Werk in openbare collecties (selectie)
- Frans Hals Museum, Haarlem
- Hermitage, Sint-Petersburg
- Mauritshuis, Den Haag
- Museum Boijmans Van Beuningen, Rotterdam[4]
- Museum Bredius, Den Haag
- Metropolitan Museum of Art, New York
- National Gallery, Londen
- Rijksmuseum, Amsterdam[5]
- Museum De Lakenhal, Leiden